# Paranhos (ort)
Paranhos är en ort i Brasilien.   Den ligger i kommunen Paranhos och delstaten Mato Grosso do Sul, i den södra delen av landet, 1 200 km sydväst om huvudstaden Brasília. Paranhos ligger 417 meter över havet och antalet invånare är 6 516.
Terrängen runt Paranhos är platt åt nordost, men åt sydväst är den kuperad. Runt Paranhos är det glesbefolkat, med 8 invånare per kvadratkilometer.. Det finns inga andra samhällen i närheten.
Trakten runt Paranhos består i huvudsak av gräsmarker.